# 擬態革魨
擬態革魨（学名：Aluterus scriptus），又稱長尾革單棘魨，俗名掃帚魚、沙鯭、剝皮魚，是輻鰭魚綱魨形目鱗魨亞目單棘魨科的其中一種。其内脏含有剧毒。

## 分佈
本物种具環熱帶分佈，除分佈於印度洋非洲东岸到太平洋夏威夷群岛，南至澳大利亚，北至日本海域，FishBase紀錄在大西洋亦有見其踪影。在南中國海見於西沙群岛、南沙群岛等海域，属于暖水性鱼类。其常生活于在热带海区的海藻间觅食。

## 圖庫

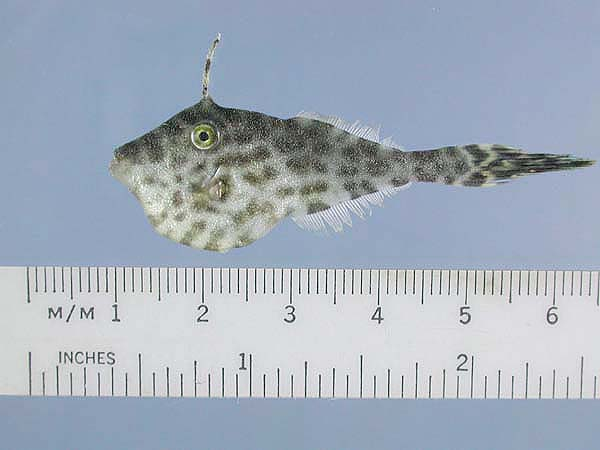
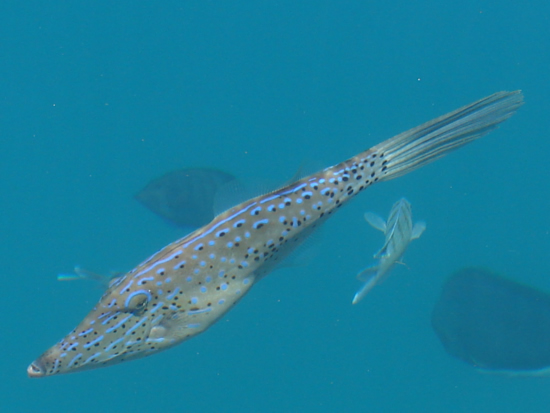
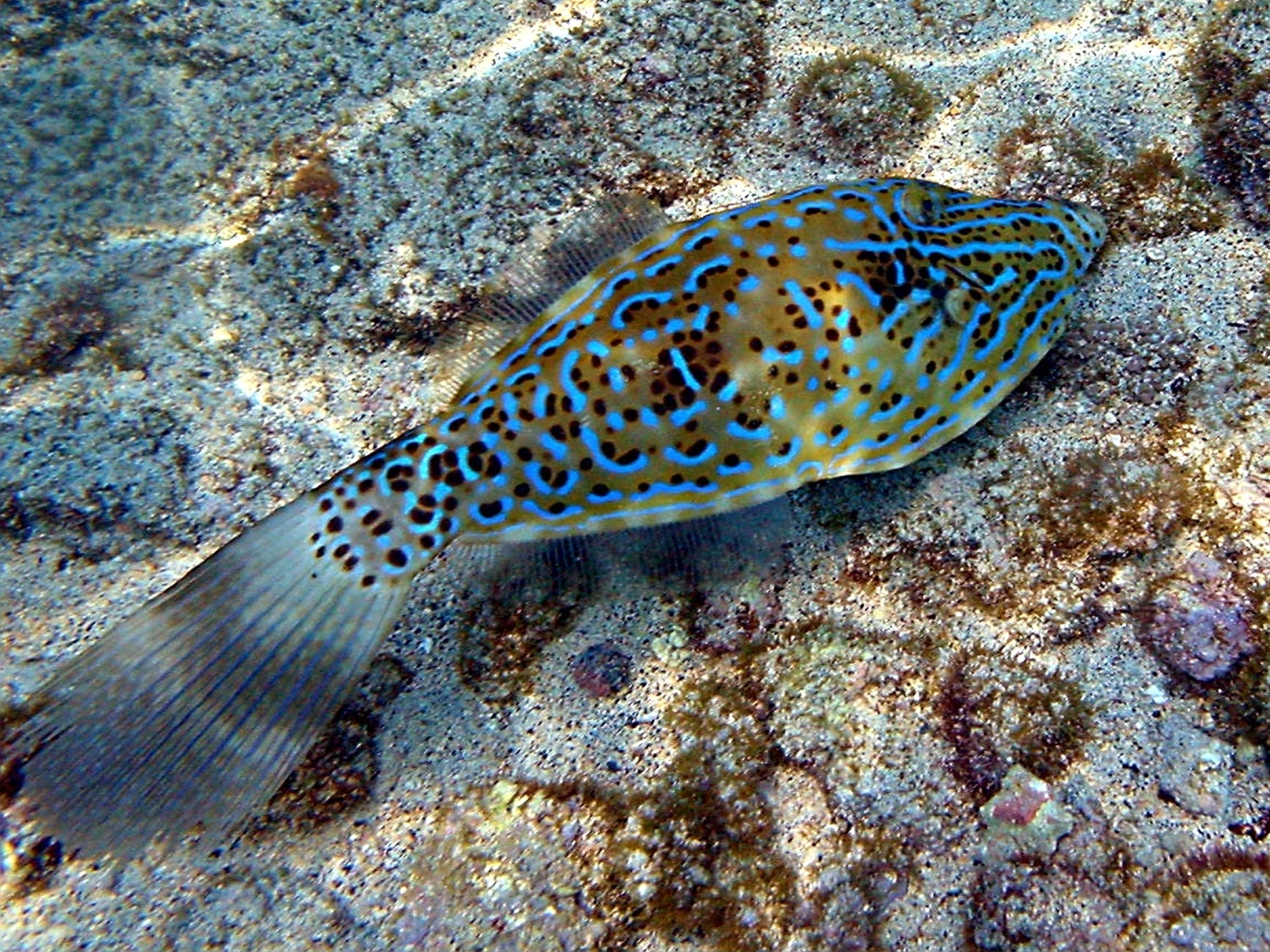
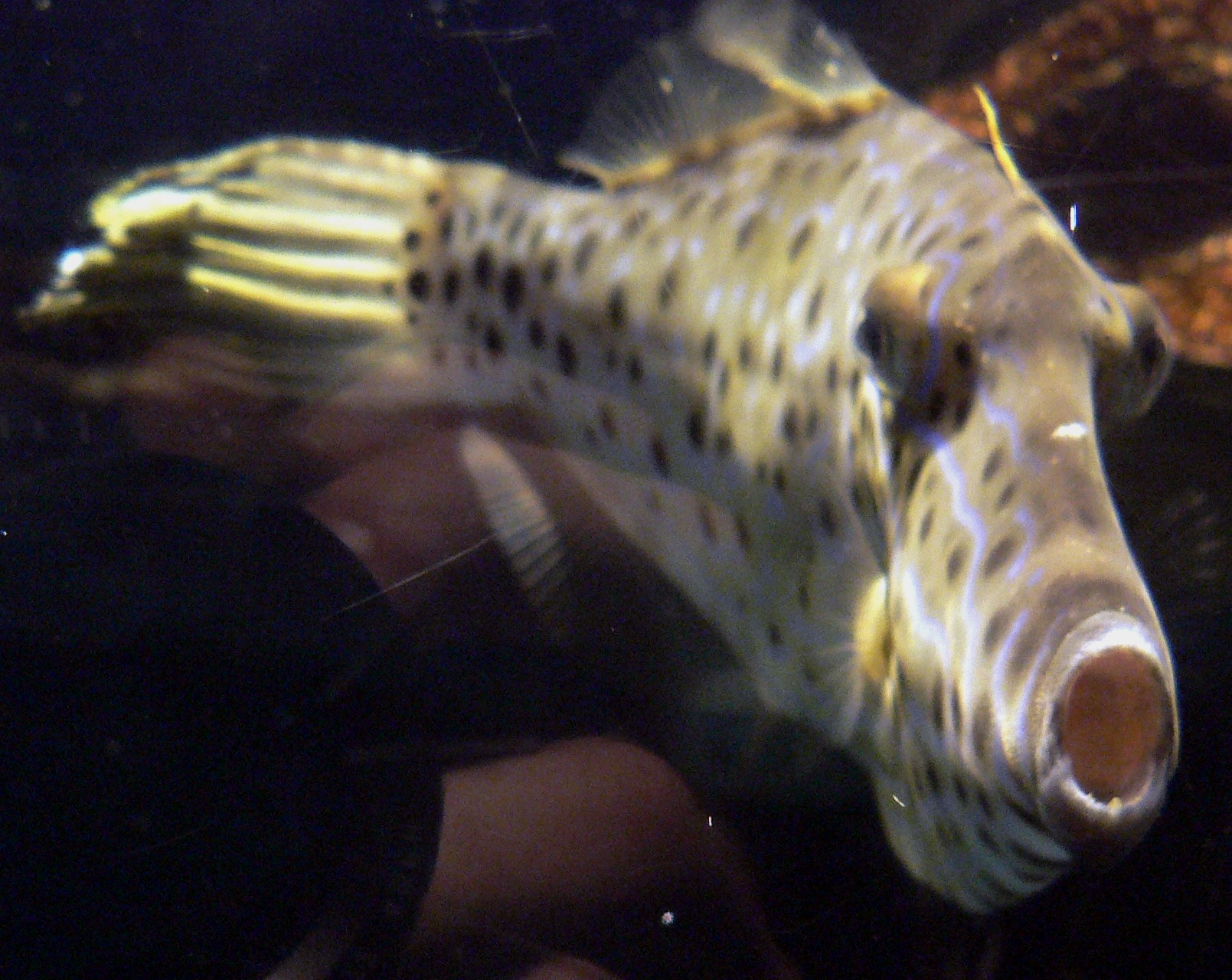

## 深度
水深3至120公尺。

## 特徵
本魚體型較其他單棘魨瘦長，呈橢圓形，頭高約略等魚體高，成魚體色以暗灰色為底，身上散佈著許多黑色小斑點集許多不規則的藍紋；尾鰭長且末端呈圓弧形，背鰭兩個，第二背鰭棘退化埋於皮下，背鰭鰭條45至47枚、臀鰭鰭條46至49枚。幼魚體色則以金黃色為底，身上有許多橘色塊斑，其上並有許多小黑斑，尾鰭上亦有些小黑斑。身體粗糙，被小鱗片，體長可達110公分。

## 生態
本魚棲息在潟湖或向海礁坡上，幼魚長可見在開放海域有漂浮物的地方發現，偶而也看到成魚；多單獨行動。幼魚有時候會靜止的倒立在海底，屬雜食性。

## 經濟利用
其體內內臟含有剧毒，鱼肉無毒，许将内脏清理干净后食用，經濟價值并不大，只作為觀賞魚。